# San Miguel de la Paz
San Miguel de la Paz es una localidad del estado mexicano de Jalisco. Es parte del municipio de Jamay.

## Toponimia
El nombre «San Miguel» hace referencia al santo patrono de la localidad: Miguel Arcángel.

## Demografía
| Gráfica de evolución demográfica |
|                                  |

| Censo | Población |
| ----- | --------- |
| 1921  | 886       |
| 1930  | 635       |
| 1940  | 972       |
| 1950  | 1 024     |
| 1960  | 1 426     |
| 1970  | 1 416     |
| 1980  | 1 817     |
| 1990  | 2 344     |
| 2000  | 2 424     |
| 2010  | 2 754     |
| 2020  | 2 912     |